# Algimantas Vladas Stasiukynas
Algimantas Vladas Stasiukynas (* 1. Januar 1944 in Alytus; † 17. April 2023) war ein litauischer Manager in der Energiewirtschaft und Politiker (LDDP). Er war in den 1990er Jahren litauischer Energiewirtschaftsminister.

## Biographie
Algimantas Stasiukynas studierte am Polytechnischen Institut Kaunas und wurde Diplom-Ingenieur. Danach studierte er von 1985 bis 1988 in der Aspirantur am Energieinstitut Kaunas und promovierte dort zum Dr. Ingenieur. Von 1966 bis 1993 arbeitete er in der Wärmewirtschaft in Kaunas und Alytus.
Algimantas Vladas Stasiukynas war Energiewirtschaftsminister vom 10. März 1993 bis 15. Mai 1995 im Kabinett Šleževičius. Danach arbeitete Stasiukynas von 1995 bis 2003 als Berater des Unternehmens UAB „Algaudra“ und von 2003 bis 2006 als Direktor des Unternehmens UAB „Kauno termofikacijos elektrinė“ (Kraftwerk Kaunas); er war einer der Inhaber von UAB „Energijos sistemų servisas“ (Service von Energiesystemen).